# Francis Lagan
Francis Lagan (* 31. Oktober 1934 in Lisnamuck, Maghera, Nordirland; † 9. Juni 2020 in Londonderry, Nordirland) war ein irischer Geistlicher und römisch-katholischer Weihbischof in Derry.

## Leben
Francis Lagan empfing nach seiner theologischen Ausbildung am 19. Juni 1960 in der Kirche des St Patrick’s College in Maynooth die Priesterweihe für das Bistum Derry. Er lehrte am St Columb's College in Derry (1961–1963) sowie am Carndonagh College (1963–1973) und der Carndonagh Community School (1973–1977) im County Donegal. Er war Pfarrer in Strabane (1977–1982) und Administrator der Mariengemeinde in Derry (1982–1988).
Papst Johannes Paul II. ernannte ihn am 4. Februar 1988 zum Weihbischof in Derry und Titularbischof von Sidnacestre. Der Erzbischof von Armagh, Tomás Séamus Kardinal Ó Fiaich, spendete ihm am 20. März desselben Jahres die Bischofsweihe; Mitkonsekratoren waren Erzbischof Gaetano Alibrandi, Apostolischer Nuntius in Irland, und Edward Kevin Daly, Bischof von Derry.
Am 6. Mai 2010 nahm Papst Benedikt XVI. das altersbedingte Rücktrittsgesuch von Francis Lagan an. Er starb im Alter von 85 Jahren.

## Einzelnachweis
1. ↑  „Resignation of Auxiliary Bishop Francis Lagan“ (Memento des Originals vom 9. Juni 2020 im Internet Archive)  Info: Der Archivlink wurde automatisch eingesetzt und noch nicht geprüft. Bitte prüfe Original- und Archivlink gemäß Anleitung und entferne dann diesen Hinweis. auf greencastleparish.com, abgerufen am 9. Juni 2020 (englisch)

| Personendaten    | Personendaten                                                   |
| ---------------- | --------------------------------------------------------------- |
| NAME             | Lagan, Francis                                                  |
| KURZBESCHREIBUNG | irischer römisch-katholischer Geistlicher, Weihbischof in Derry |
| GEBURTSDATUM     | 31. Oktober 1934                                                |
| GEBURTSORT       | Maghera, Nordirland                                             |
| STERBEDATUM      | 9. Juni 2020                                                    |
| STERBEORT        | Londonderry                                                     |